# Решётка (теория графов)
Граф решётки — это граф, рисунок которого, вложенный в некоторое евклидово пространство Rn, образует регулярную мозаику. Это подразумевает, что группа биективных преобразований, переводящая граф в себя, является решёткой в теоретико-групповом смысле.
Обычно не делается явного различия между такими графами в более абстрактном смысле теории графов и рисунком в пространстве (часто на плоскости или трёхмерном пространстве). Этот тип графов можно коротко называть просто решёткой. Однако тот же термин обычно используется для конечных частей бесконечных графов, как, например, "8×8 квадратная решётка".
Термин решётка в литературе даётся различным другим видам графов с некоторой регулярной структурой, таким как прямое произведение некоторого числа полных графов.

## Графы квадратной решётки
Общий вид графа решётки (известной под различными именами, такими как граф квадратной решётки) — это граф, вершины которого соответствуют точкам на плоскости с различными координатами, x-координатами из диапазона 1,..., n, y-координатами из диапазона 1,..., m, и вершины которого соединены ребром, если соответствующие точки находятся на расстоянии 1. Другими словами, это граф единичных расстояний для указанных точек.

### Свойства
Граф квадратной решётки — это прямое произведение графов, а именно двух путей с n - 1 и m - 1 рёбрами. Поскольку путь — это медианный граф, то граф квадратной решётки является также медианным. Все графы решёток являются двудольными.
Путь тоже можно считать графом решётки n на 1. Граф решётки 2x2 — это 4-цикл.

## Другие виды
Граф треугольной решётки — это граф, соответствующий треугольной решётке. Граф Ханана для конечного множества точек на плоскости получается из решётки, полученной пересечением всех вертикальных и горизонтальных линий, проходящих через каждую точку множества.
Ладейный граф (граф, соответствующий всем допустимым ходам ладьи на шахматной доске), иногда также называется графом решётки.